# The Museum Of The Horse
Das Museum Of The Horse ist ein Pferdemuseum in Tuxford, Nottinghamshire. Die Exponate gehen im Wesentlichen auf eine Sammlung von Sally Mitchell zurück; hierzu zählen antike Reitsättel, Zaumzeug, Steigbügel, Pferdegeschirr und Ausstattung von Tierärzten. Das älteste Stück stammt aus der Zeit von 600 vor Christus.